# Mimasyngenes multisetosus
Mimasyngenes multisetosus är en skalbaggsart som beskrevs av Clarke 2007. Mimasyngenes multisetosus ingår i släktet Mimasyngenes och familjen långhorningar. Inga underarter finns listade i Catalogue of Life.